# Список глав государств в 1705 году
| 1704 ← Список глав государств по годам → 1706 |

## Азия
- Бруней — Насруддин, султан (1690—1710)
- Бутан — Умдцэ Пелджор, друк дези (1704—1707)
- Бухарское ханство — Убайдулла II, хан (1702—1711)
- Великих Моголов империя — Аурангзеб (Аламгир I), падишах (1658—1707)
- Грузинское царство — 
  -  Гурийское княжество — Мамия III Гуриели, князь (1689—1711, 1712—1714)
  -  Имеретинское царство — Георгий VI Абашидзе, царь (1702—1707)
  -  Кахетинское царство — Ираклий I, царь (1675—1676, 1703—1709)
  -  Картлийское царство — Георгий XI, царь (1676—1688, 1692—1695, 1703—1709)
  -  Мегрельское княжество — Кация I Дадиани, князь (1704—1710)
- Дайвьет — 
  - Ле Хи-тонг, император (1675—1705)
  - Ле Зу-тонг, император (1705—1729)
- Джунгарское ханство  — Цэван Рабдан, хан (1697—1727)
- Индия —
  - Амбер (Джайпур) — Джай Сингх II, Махараджа савай (1699—1743)
  - Араккал[англ.] — Кунхи Амса I, али раджа[англ.] (1704—1720)
  - Ахом — Сукрунгфаа, махараджа[англ.] (1696—1714)
  - Бансвара — Аджаб Сингх, раджа (1688—1706)
  - Барвани — Парбат Сингх, рана (1700—1708)
  - Биканер — Суджан Сингх, махараджа[англ.] (1700—1735)
  - Биласпур (Калур) — Аймер Чанд, раджа (1692—1728)
  - Бунди — Будх Сингх, раджа (1696—1735)
  - Бхавнагар — Бхавсинхжи I Ратанджи, такур сахиб (1703—1764)
  - Ванканер — Раи Чандрасингхжи I Раисинхжи, раджа (1679—1721)
  - Гондал — Саграмжи I Кумбходжи, тхакур сахиб (1679—1714)
  - Гулер[англ.] — Далип Сингх, раджа[англ.] (1695—1730)
  - Даспалла[англ.] — Падманав Део Бханж, раджа[англ.] (1701—1753)
  - Датия — Далпат Сингх, раджа (1683—1706)
  - Джайнтия[англ.] — Рам Сингх I, раджа[англ.] (1694—1708)
  - Джанжира — Амабат Якут Хан II, вазир (1703—1707)
  - Джайсалмер — Джасвант Сингх, махараджа (1702—1708)
  - Джалавад (Дрангадхра) — Джанвантсинхжи Гажсинхжи, сахиб (1672—1717)
  - Дженкантал[англ.] — Нру Сингх, раджа[кат.] (1682—1708)
  - Джхабуа — Кушал Сингх, раджа (1677—1723)
  - Джунагадх — Джаафаркханжи Баби, наваб (1690—1725)
  - Дхолпур — Гаж Сингх, рана (1699—1713)
  - Дунгарпур — Рам Сингх, махараджа (1702—1730)
  - Караули — Канвар Пал, махараджа (1688—1734)
  - Кач — Прагмалжи I, раджа (1698—1715)
  - Келади[англ.] — Басаваппа Найяка, раджа[англ.] (1697—1714)
  - Кишангарх — Ман Сингх, махараджа (1658—1706)
  - Кодагу (Коорг)[англ.] — Додда Вираппа, раджа[англ.] (1687—1736)
  - Кота — Рам Сингх I, махараджа (1696—1707)
  - Кочин — Рама Варма V, махараджа (1701—1721)
  - Куч-Бихар — Рап Нарайян, раджа (1693—1714)
  - Ладакх — Ниима Намгьял, раджа[англ.] (1694—1729)
  - Лунавада[англ.] — Бир Сингх, рана[англ.] (1674—1711)
  - Мадурай — Виджайя Ранга Чокканатха Найяка, раджа (1704—1731)
  - Майсур — Кантирава Нарасараджа II, махараджа (1704—1714)
  - Малеркотла — Шер Мухаммад Хан Бахадур, наваб (1672—1712)
  - Манди — Сидхи Сен, раджа (1684—1727)
  - Манипур — Питамбар Чараиронгба, раджа[англ.] (1697—1709)
  - Маратхская империя — Тарабай, чхатрапати (императрица) (1700—1707)
  - Марвар (Джодхпур) — Аджит Сингх, раджа (1679—1724)
  - Мевар (Удайпур) — Амар Сингх II, махарана (1698—1710)
  - Морви — Каньоджи Раваджи, сахиб (1698—1733)
  - Мудхол — Сардар Ахаяджи, раджа (1700—1734)
  - Наванагар — Лакхаджи II Тамачи, джам (1698—1708)
  - Нарсингхгарх — Моти Сингжи, раджа (1695—1751)
  - Орчха — Удват Сингх, раджа (1689—1735)
  - Паланпур — Камал Хан, диван (1704—1708)
  - Порбандар — Бханжи Сартанжи, рана (1699—1709)
  - Пратабгарх — Пратап Сингх, махарават (1673—1708)
  - Пудуккоттай — Рагхунатха Райя Тондемен, раджа (1686—1730)
  - Раджгарх — Мохан Сингх, рават (1661—1714)
  - Раджпипла — Мота Верисалжи I, махарана (1705—1715)
  - Ратлам — Чатрасал, махараджа (1695—1706)
  - Рева — Авадхут Сингх, раджа (1700—1755)
  - Савантвади — Кхем Савант Бхонсле II, раджа (1675—1709)
  - Самбалпур[англ.] — Чатрасал, раджа[англ.] (1690—1725)
  - Сирмур — Хари Пракаш, махараджа (1704—1712)
  - Сирохи — 
    - Дуржан Сингх, раджа (1697—1705)
    - Ман Сингх III, раджа (1705—1749)

  - Ситамау — Кешо Дас, раджа (1701—1748)
  - Сонепур — Радж Сингх Део, раджа (1673—1709)
  - Сукет — Джит Сен, раджа (1663—1721)
  - Танджавур — Шахуджи I, раджа (1684—1712)
  - Хилчипур[англ.] — Ануп Сингх, деван[англ.] (1679—1715)
  - Хиндол[англ.] — Бхагабат Сингх Нарендра, раджа[англ.] (1701—1733)
  - Чамба — Удаи Сингх, раджа (1690—1720)
  - Читрадурга[англ.] — Бхарамаппа Найяка, найяк[англ.] (1689—1721)
  - Читрал — Шах Мухаммад Шафи, мехтар (1696—1717)
  - Шахпура — Бхарат Сингх, раджа (1685—1729)
- Индонезия —
  - Аче — Джамаль уль-Алам Бадр уль-Мунир, султан (1703—1726)
  - Бантам — Абу аль-Махасин Мухаммад Зайнул, султан[англ.] (1690—1733)
  - Бачан — Алауддин II, султан[англ.] (1660—1706)
  - Дели — Падерап, туанку (1698—1728)
  - Матарам — Пакубувоно I, султан (1704—1719)
  - Сулу — Шахаб уд-Дин, султан[англ.] (1685—1710)
  - Тернате — Саид Фатуллах, султан (1689—1714)
  - Тидоре — 
    - Хамза Фахаруддин, султан[англ.] (1689—1705)
    - Абдул Фалали Мансур, султан[англ.] (1705—1708)
- Иран (Сефевиды) — Солтан Хусейн, шахиншах (1694—1722)
- Йемен — 
  - Вахиди — Хади I, султан (ок. 1670—1706)
  - Катири — Бадр ибн Джафар аль-Катир, султан (1690—1707)
  - Нижняя Яфа — Кахтан ибн Афиф, султан (ок. 1700 — ок.1720)
  - Фадли — Ахмад I бин Фадл, султан (ок. 1700 — ок. 1730)
- Казахское ханство — Тауке, хан (1680—1715)
- Камбоджа — 
  - Томмо Ричеа III , король[англ.] (1702—1705, 1707—1714, 1736—1747)
  - Четта IV , король[англ.] (1675—1695, 1696—1700, 1701—1702, 1705—1706)
- Канди — Вималадхармасурия II, царь[англ.] (1687—1707)
- Китай (Империя Цин)  — Канси (Сюанье), император[англ.] (1661—1722)
- Лансанг  — Сетхатхиратх II, король (1698—1707)
- Малайзия — 
  - Джохор — Абдул Джалил Шах IV, Султан[англ.] (1699—1718)
  - Кедах — Абдулла Муадзам Шах, султан[англ.] (1698—1706)
  - Келантан — Омар ибн аль-Мархум, раджа[англ.] (1676—1721)
  - Паттани — Эмас Чайям, королева (1698—1707)
  - Перак — Махмуд Искандар Шах, султан (1653—1720)
- Мальдивы — Мухаммад Имадуддин II, султан (1704—1720)
- Могулия (Яркендское ханство) — 
  - Мухаммад Мумин, хан[англ.]  (1695—1705)
  - в 1705 году распалось
- Мьянма — 
  - Ванмо[англ.] — Пи Хпа, саофа[англ.] (1685—1706)
  - Йонгве[англ.] — Хкам Ленг, Саофа[англ.] (1695—1733)
  - Локсок (Ятсок)[англ.] — Паи Нкам, саофа[англ.] (1680—1707)
  - Могаун[англ.] — Суи Киек, саофа[англ.]  (1673—1729)
  - Сенви[англ.] — Хсо Хунг Хпа, саофа[англ.] (1686—1721)
  - Аракан (Мьяу-У) — Санда Вимала I, царь[англ.] (1700—1707)
  - Таунгу — Сене Мин, царь[англ.]  (1698—1714)
- Непал (династия Малла) —
  - Бхактапур — Бхупатиндра Малла, раджа[англ.] (1696—1722)
  - Катманду (Кантипур) — Бхаскара Малла, раджа[англ.] (1700—1714)
  - Лалитпур — 
    - Йога Нарендра Малла, раджа[англ.] (1685—1705)
    - Лока Пракаш Малла, раджа[англ.] (1705—1706)
- Оман — Сайф I ибн Султан, имам (1679—1711)
- Османская империя — Ахмед III, султан (1703—1730)
- Пакистан — 
  - Калат — Самандар, хан (1697—1714)
  - Синд (династия Калхара) — Яр Мухаммад Калхоро, худа хан[англ.] (1701—1719)
- Рюкю — Сё Тэй, ван (1669—1709)
- Сикким — Чакдор Намгьял, чогьял (1700—1717)
- Таиланд — 
  - Аютия — Сурийентратхибоди, король (1703—1709)
  - Ланнатай — Че Путараи, король[англ.] (1675—1707)
- Тибет — Цангьянг Гьяцо (Далай-лама VI), далай-лама[англ.] (1697—1706)
  - Хошутское ханство — Лхавзан, хан (1697/1703—1717)
- Филиппины — 
  - Магинданао — Байан ал-Анвар, султан (1702—1736)
- Хивинское ханство (Хорезм) — Едигар, хан (1704—1714)
- Чосон  — Сукчон, ван (1674—1720)
- Япония — 
  - Хигасияма (Асахито), император (1687—1709)
  - Токугава Цунаёси, сёгун (1680—1709)

## Америка
- Новая Испания — Франсиско V Фернандес де ла Куэва, вице-король (1702—1710)
- Перу — 
  - Мельчор Портокарреро, вице-король (1689—1705)
  - Хуан Пеньялоса-и-Бенавидес, вице-губернатор (1705—1707)

## Африка
- Ашанти — Отумфуо Нана Осей Туту I, ашантихене (1701—1717)
- Багирми — Абдул Кадир I, султан (1680—1707)
- Бамбара (империя Сегу) — Сума, битон (1697—1712)
- Бамум — Куту, мфон (султан)[англ.] (1672—1757)
- Бени-Аббас[англ.] — Бузид Мокрани, султан[фр.] (1680—1735)
- Бенинское царство — Эвуакпе, оба[англ.] (1701—1712)
- Борну — Дунама VII, маи[нем.] (1696—1715)
- Буганда — Тебандеке, кабака (ок. 1704 — ок. 1724)
- Бурунди — Нтаре III, мвами (король) (1680—1709)
- Ваало[англ.] — Наатаго Арам Бакар, король (1674—1708)
- Варсангали[англ.] — 
  - Нале, султан[кат.] (1675—1705)
  - Мохамед, султан[кат.] (1705—1750)
- Вогодого — Зомбере, нааба (ок. 1690 — ок. 1710)
- Гаро (Боша) — Лелисо, тато[англ.] (ок. 1690 — ок. 1720)
- Дагомея — Акаба, ахосу (1685 — 1716)
- Дарфур — Ахмад Бакр ибн Муса, султан (1682—1722)
- Денкира[англ.] — Киеи Акобенг, денкирахене[англ.] (1702—1712)
- Джолоф — Бакар Пенда, буур-ба[англ.] (1670—1711)
- Имерина — Андриамасинавалона, король[англ.] (1675—1710)
- Кайор — Лат Сукабе, дамель (1697—1719)
- Кано[англ.] — Мухаммад Шариф, султан[англ.] (1703—1731)
- Каффа — Галли Гинотшо, царь (ок. 1675 — ок. 1710)
- Койя — Наимбанна I, обаи (1680—1720)
- Конго — Педро IV, маниконго[англ.] (1695—1718)
- Лунда — Мбала I Яав, муата ямво (ок. 1690— ок. 1720)
- Марокко — Мулай Исмаил ибн Шериф, султан (1672—1727)
- Массина — Геладио, ардо (1696—1706)
- Матамба и Ндонго[англ.] — Вероника I, королева[англ.] (1681—1721)
- Мутапа — Ньямаенде Мханде, мвенемутапа[англ.] (1694—1707)
- Нри[англ.] — Эзимило, эзе[англ.] (1701—1723)
- Руанда — Килима II Ружугира, мвами (1675—1708)
- Салум — Сенгане Кеве Ндие, маад (1696—1726)
- Свазиленд (Эватини) — Лудвонга, вождь (1685—1715)
- Сеннар — Бади III, мек (1692—1716)
- Твифо-Хеман (Акваму)[англ.] — Аконно Паньин, аквамухене (1702—1725)
- Трарза — Али Шандора ульд Адди, эмир (1703—1727)
- Тунис — Хусейн I ибн Али, бей (1705—1735)
- Харар[англ.] — Талха ибн Абдулла, эмир[англ.] (1700—1721)
- Эфиопия — Йясу I (Адьям Сагад), император (1682—1706)

## Европа
- Англия, Шотландия и Ирландия — Анна, королева (1702—1707)
- Андорра —
  - Людовик XIV, король Франции, князь-соправитель (1643—1715)
  - Хулиа Кано Тебар, епископ Урхельский, князь-соправитель (1695—1714)
- Валахия — Константин Брынковяну, господарь (1688—1714)
- Венгрия — 
  - Леопольд I, король (1657—1705)
  - Иосиф I, король (1705—1711)
- Дания — Фредерик IV, король (1699—1730)
- Испания — Филипп V, король (1700—1724, 1724—1746)
- Италия —
  - Венецианская республика — Альвизе II Мочениго, дож (1700—1709)
  - Гвасталла — Винченцо Гонзага, герцог[англ.] (1692—1714)
  - Генуэзская республика — 
    - Антонио Гримальди-Чеба, дож (1703—1705)
    - Стефано Онорато Феретти, дож (1705—1707)

  - Мантуя — Карл Фердинанд Гонзага, герцог (1665—1708)
  - Масса и Каррара — Карло II, князь (1690—1710)
  - Модена и Реджо — Ринальдо д’Эсте, герцог (1694—1737)
  - Пармское герцогство — Франческо Фарнезе, герцог (1694—1727)
  - Пьомбино — Ипполита Людовизи, княгиня (1701—1733)
  - Тосканское герцогство — Козимо III, великий герцог (1670—1723)
- Калмыцкое ханство — Аюка, хан (1690—1724)
- Крымское ханство — Гази III Герай, хан (1704—1707)
- Молдавское княжество — 
  - Михай Раковицэ, господарь (1703—1705, 1707—1709, 1716—1726)
  - Антиох Кантемир, господарь (1695—1700, 1705—1707)
- Монако — Антуан I, князь (1701—1731)
- Нидерланды (Республика Соединённых провинций) — 
  - Второй период без штатгальтера[англ.] (1702—1747)
  - Антоний Хейнсиус, великий пенсионарий[англ.] (1689—1720)
- Норвегия — Фредерик IV, король (1699—1730)
- Папская область — Климент XI, папа (1700—1721)
- Португалия — Педру II Спокойный, король (1683—1706)
- Речь Посполитая — Станислав Лещинский, король Польши и великий князь Литовский (1704—1709, 1733—1734)
  -  Курляндия и Семигалия — Фридрих Вильгельм, герцог (1698—1711)
- Русское царство — Пётр I, царь (1682—1721)
- Священная Римская империя — 
  - Леопольд I, император (1658—1705)
  - Иосиф I, император (1705—1711)
  - Австрия — 
    - Леопольд VI (император Леопольд I), эрцгерцог (1657—1705)
    - Иосиф I, эрцгерцог (1705—1711)

  - Ангальт —
    - Ангальт-Бернбург — Виктор I Амадей, князь (1656—1718)
    - Ангальт-Дессау — Леопольд I, князь (1693—1747)
    - Ангальт-Дорнбург — 
      - Иоганн Людвиг II, князь (1704—1746)
      - Иоганн Август, князь (1704—1709)
      - Кристиан Август, князь (1704—1747)
      - Кристиан Людвиг, князь (1704—1709)
      - Иоганн Фридрих, князь (1704—1742)

    - Ангальт-Кётен — Леопольд, князь (1704—1728)
    - Ангальт-Цербст — Карл Вильгельм, князькнязь (1667—1718)
    - Ангальт-Харцгероде[англ.] — Вильгельм Людвиг, князь[англ.] (1670—1709)

  - Ансбах — Вильгельм Фридрих, маркграф (1703—1723)
  - Бавария — Максимилиан II, курфюрст (1679—1726)
  - Бавария-Лихтенберг[нем.] — 
    - Максимилиан Филипп Иероним, герцог[нем.] (1650—1705)
    - в 1705 году вернулось в состав Баварского курфюршества

  - Баден —
    - Баден-Баден — Людвиг Вильгельм, маркграф (1677—1707)
    - Баден-Дурлах — Фридрих VII, маркграф (1677—1709)

  - Байрет (Кульмбах) — Кристиан Эрнст, маркграф (1655—1712)
  - Брауншвейг —
    - Брауншвейг-Вольфенбюттель — Антон Ульрих, герцог (1685—1714)
      - Брауншвейг-Вольфенбюттель-Беверн — Фердинанд Альбрехт II, герцог (1687—1735)

    - Брауншвейг-Люнебург — 
      - Георг Вильгельм, герцог (1665—1705)
      - с 1705 года в составе Ганноверского курфюршества

  - Вальдек-Пирмонт — Кристиан Людвиг, граф (1692—1706)
  - Восточная Фризия — Кристиан Эберхард, князь (1665—1708)
  - Вюртемберг — Эберхард Людвиг, герцог (1677—1733)
  - Вюртемберг-Виннеталь — Карл Александр, герцог (1698—1733)
  - Ганау — 
    - Ганау-Лихтенберг — Иоганн Рейнхард III, граф (1680—1712)
    - Ганау-Мюнценберг — Филипп Рейнхард, граф (1680—1712)

  - Ганноверское курфюршество (Брауншвейг-Люнебург) — Георг Людвиг, курфюрст (1698—1727)
  - Гессен —
    - Гессен-Гомбург — Фридрих II, ландграф (1680—1708)
    - Гессен-Дармштадт — Эрнст Людвиг, ландграф (1678—1739)
    - Гессен-Кассель — Карл, ландграф (1670—1730)
    - Гессен-Ротенбург — Вильгельм, ландграф (1693—1725)
    - Гессен-Филипсталь — Филипп, ландграф (1663—1721)

  - Гогенцоллерн-Гехинген — Фридрих Вильгельм, князь (1671—1730)
  - Гогенцоллерн-Зигмаринген — Майнрад II, князь (1689—1715)
  - Гогенцоллерн-Хайгерлох — Фердинанд Антон Леопольд, граф (1702—1750)
  - Гольштейн-Готторп — Карл Фридрих, герцог (1702—1739)
  - Кёльнское курфюршество — Иосиф Клеменс Баварский, курфюрст (1688—1723)
  - Лихтенштейн — Ханс Адам I, князь (1684—1712)
  - Лотарингия — Леопольд I, герцог (1697—1729)
  - Майнцское курфюршество — Лотар Франц фон Шёнборн, курфюрст (1695—1729)
  - Мекленбург — 
    - Мекленбург-Стрелиц — Адольф Фридрих II, герцог (1701—1708)
    - Мекленбург-Шверин — Фридрих Вильгельм I, герцог (1692—1713)

  - Монбельяр — Леопольд Эберхард, герцог (1699—1723)
  - Нассау —
    - Нассау-Вейльбург — Иоганн Эрнст, князь (1688—1719)
    - Нассау-Висбаден-Идштейн[нем.] — Георг Август, князь (1688—1721)
    -  Нассау-Дилленбург[англ.] — Вильгельм II, князь (1701—1724)
    - Нассау-Зиген — Вильгельм Гиацинт, князь (1699—1707)
    - Нассау-Отвейлер[нем.] — Фридрих Людвиг, граф[нем.] (1690—1728)
    - Нассау-Саарбрюккен — Людвиг Крато, граф (1677—1713)
    - Нассау-Узинген — Вильгельм Генрих, князь (1702—1718)
    - Нассау-Хадамар[нем.] — Франц Александр, князь (1679—1711)
    - Оранж-Нассау[англ.] — Иоганн Вильгельм Фризо, князь[англ.] (1702—1711)

  - Пруссия — Фридрих I, король, курфюрст Бранденбургский (1701—1713)
  - Пфальц — Иоганн Вильгельм, курфюрст (1690—1716)
    - Пфальц-Биркенфельд[англ.] — Кристиан II, пфальцграф[англ.] (1671—1717)
    - Пфальц-Биркенфельд-Гельнхаузен[англ.] — Фридрих Бернард, пфальцграф[англ.] (1704—1739)
    - Пфальц-Зульцбах — Кристиан Август, пфальцграф (1632—1708)
    - Пфальц-Клебург — Густав, пфальцграф (1701—1731)
    - Пфальц-Цвейбрюккен — Карл II (король Швеции Карл XII), пфальцграф (1697—1718)

  - Савойя — Виктор Амадей II, герцог (1675—1720)
  - Саксония — Фридрих Август I (Август Сильный), курфюрст (1694—1733)
    - Саксен-Веймар — 
      - Вильгельм Эрнст, герцог (1683—1728)
      - Иоганн Эрнст III, герцог (1683—1707)

    - Саксен-Вейсенфельс — Иоганн Георг, герцог (1697—1712)
      - Саксен-Вейсенфельс-Барби — Генрих, герцог (1680—1728)

    - Саксен-Гильдбурггаузен — Эрнст, герцог (1680—1715)
    - Саксен-Гота-Альтенбург — Фридрих II, герцог (1691—1732)
    - Саксен-Кобург-Заальфельд — Иоганн Эрнст, герцог (1699—1729)
    - Саксен-Мейнинген — Бернгард I, герцог (1680—1706)
    - Саксен-Мерзебург — Мориц Вильгельм, герцог (1694—1731)
    - Саксен-Рёмгильд — Генрих, герцог (1680—1710)
    - Саксен-Цейц — Мориц Вильгельм, герцог (1681—1718)
    - Саксен-Эйзенах — Иоганн Вильгельм, герцог (1698—1729)
    - Саксен-Эйзенберг — Кристиан, герцог (1680—1707)

  - Трирское курфюршество — Иоганн Гуго фон Орсбек, курфюрст (1676—1711)
  - Чехия — 
    - Леопольд I, король (1657—1705)
    - Иосиф I, король (1705—1711)
    - Силезские княжества —
      - Берутувское княжество (герцогство Бернштадт) — Карл, князь (1697—1745)
      - Олесницкое княжество (герцогство Эльс) — 
        - Карл Фридрих II, князь (1704—1744)
        - Христиан Ульрих II, князь (в Вильгельминенорте) (1704—1734)

  - Шаумбург-Липпе — Фридрих Кристиан, граф (1681—1728)
  - Шварцбург-Зондерсгаузен — Кристиан Вильгельм, граф (1697—1721)
  - Шварцбург-Рудольштадт — Альбрехт Антон, граф (1646—1710)
- Франция — Людовик XIV, король (1643—1715)
- Швеция — Карл XII, король (1697—1718)

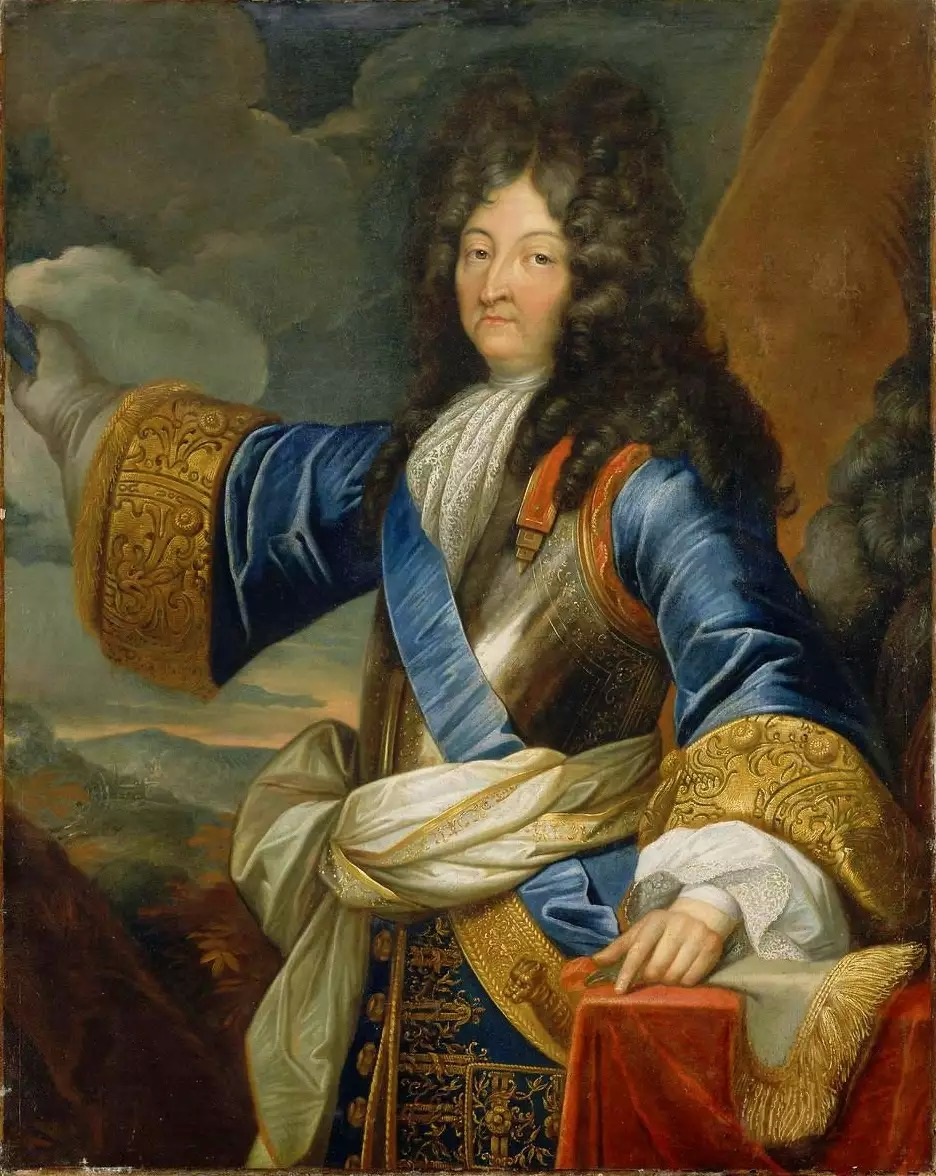
Людовик XIV 1643-1715 Король Франции и Наварры
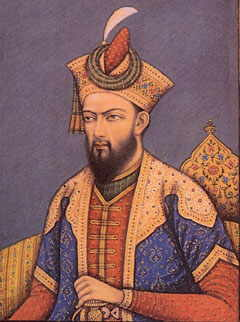
Аурангзеб (Аламгир I) 1658-1707 Падишах империи Великих Моголов
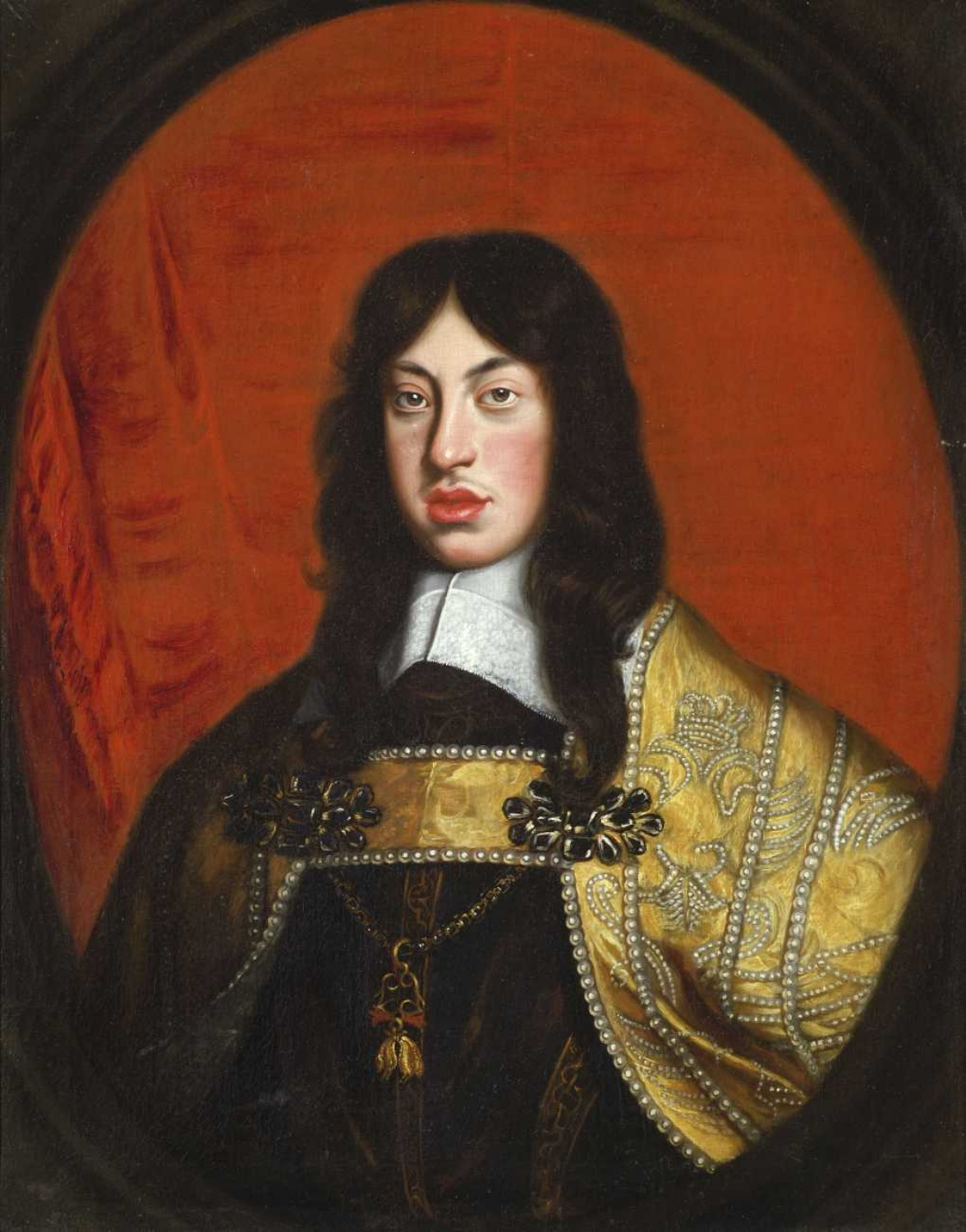
Леопольд I 1658-1705 Император Священной Римской империи, король Венгрии и Чехии
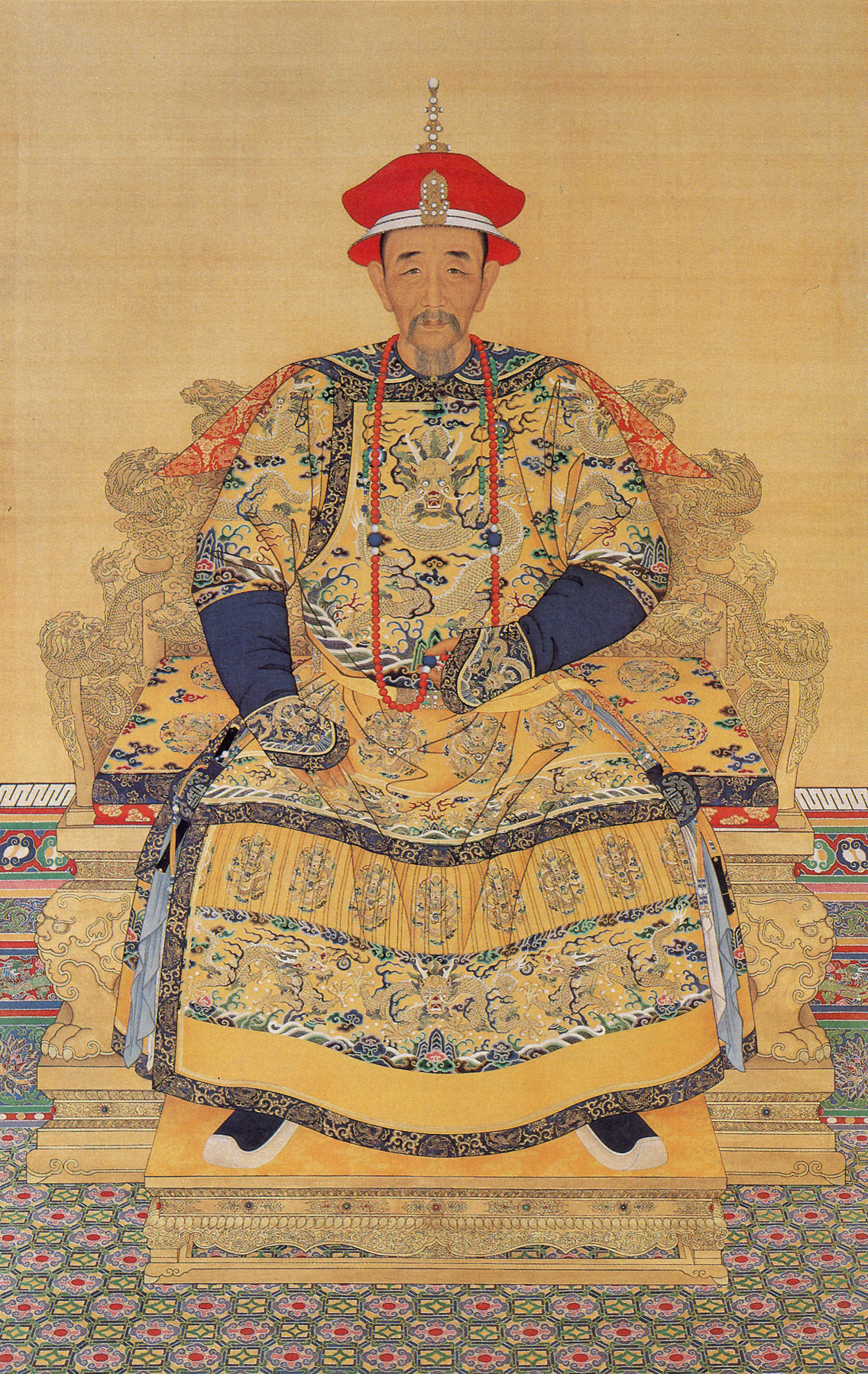
Канси 1661-1722 Император Китая (Цин)
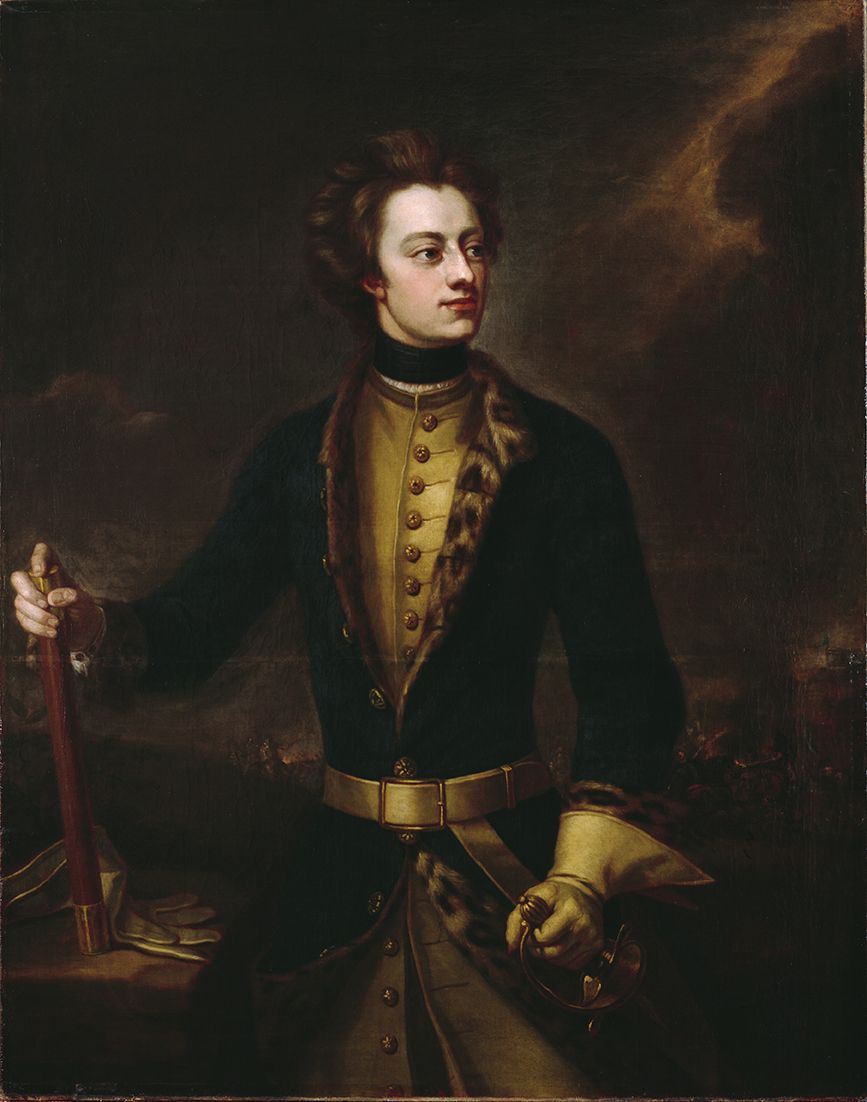
Карл XII 1697-1718 Король Швеции
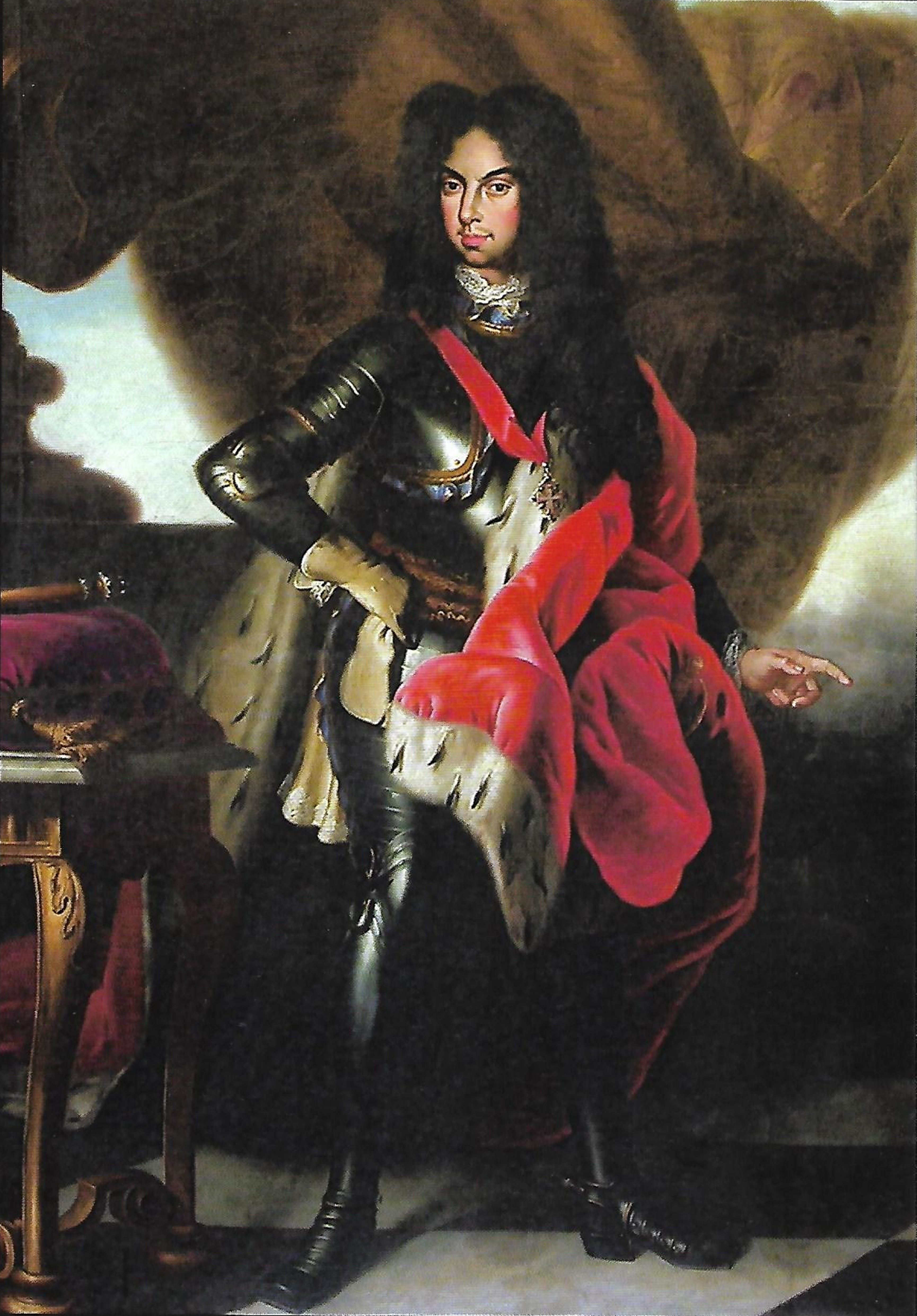
Педру III 1683-1706 Король Португалии
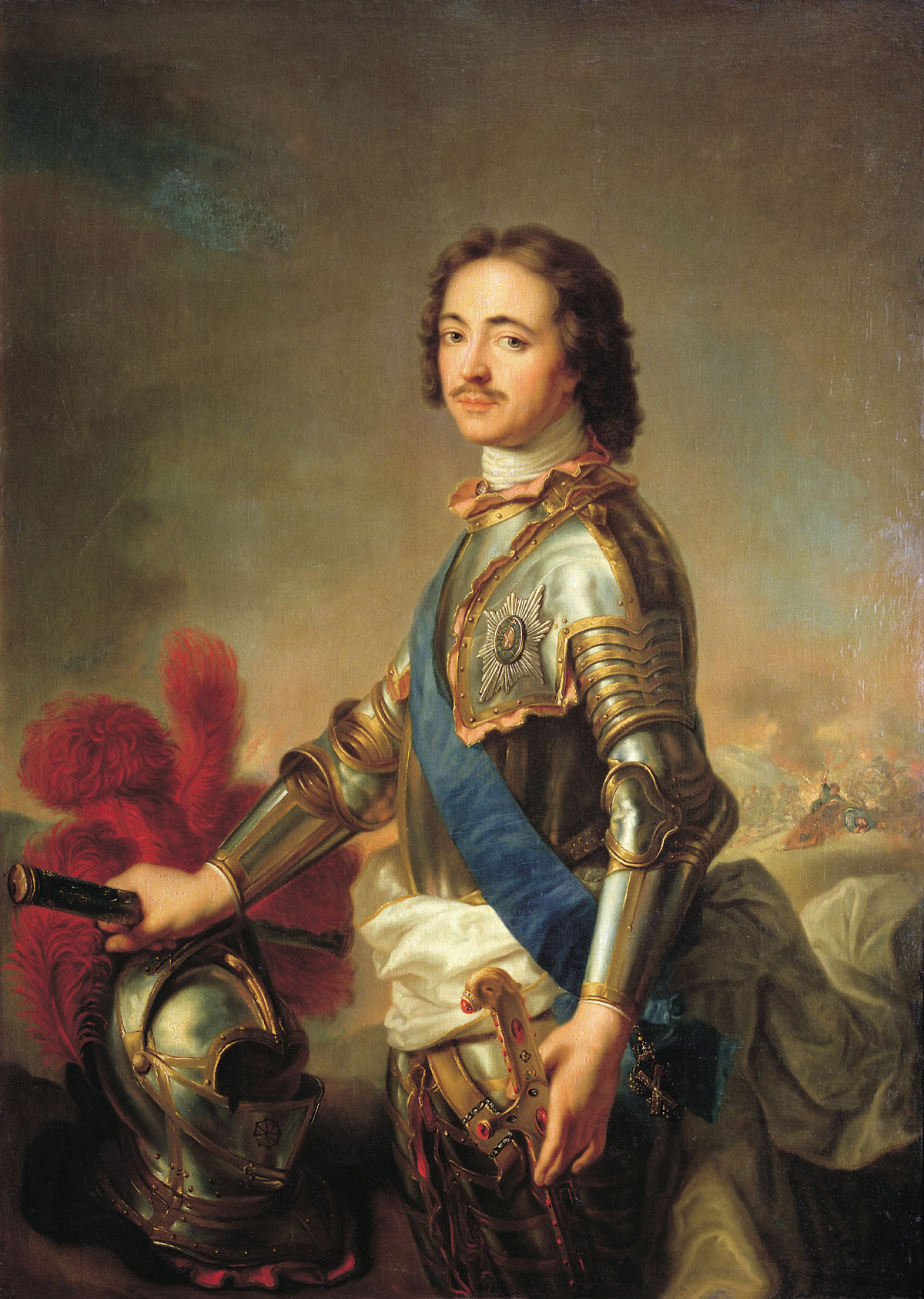
Петр I Алексеевич 1682-1721 Царь всея Руси
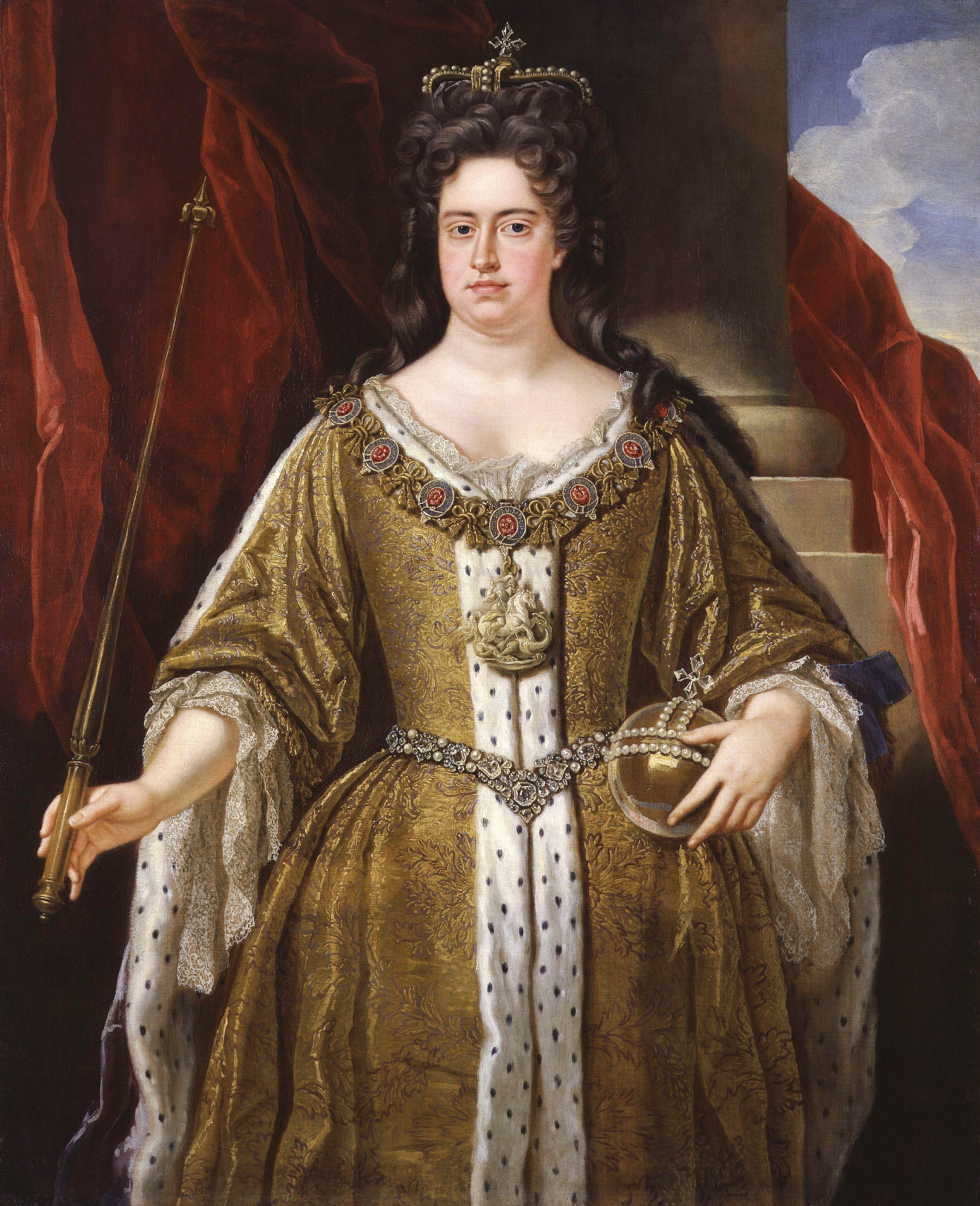
Анна 1702-1707 Королева Англии, Шотландии и Ирландии
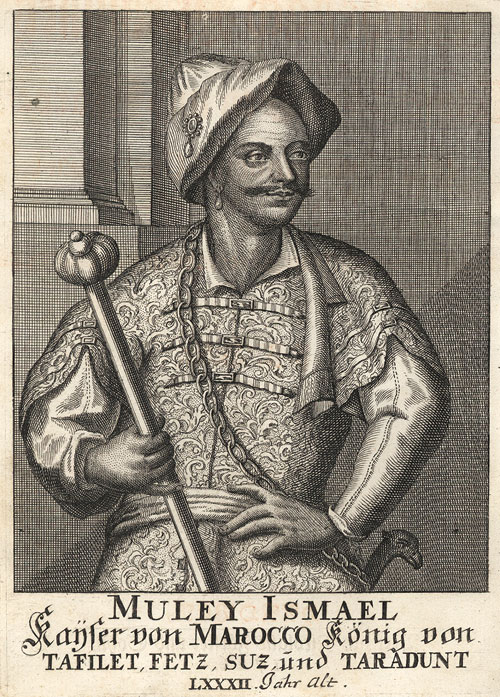
Мулай Исмаил ибн Шериф 1672-1727 Султан Марокко
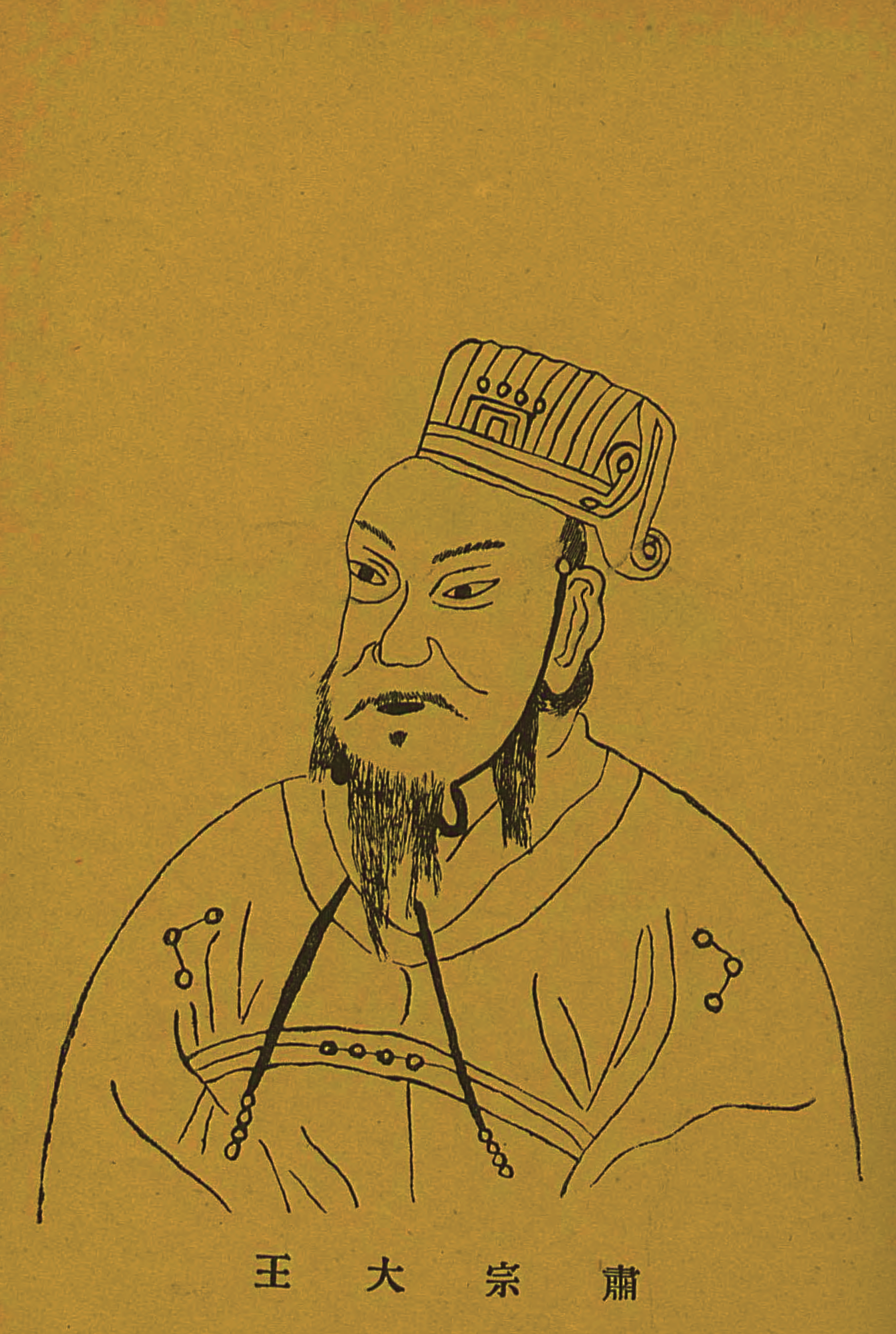
Сукчон 1674-1720 Ван Чосона
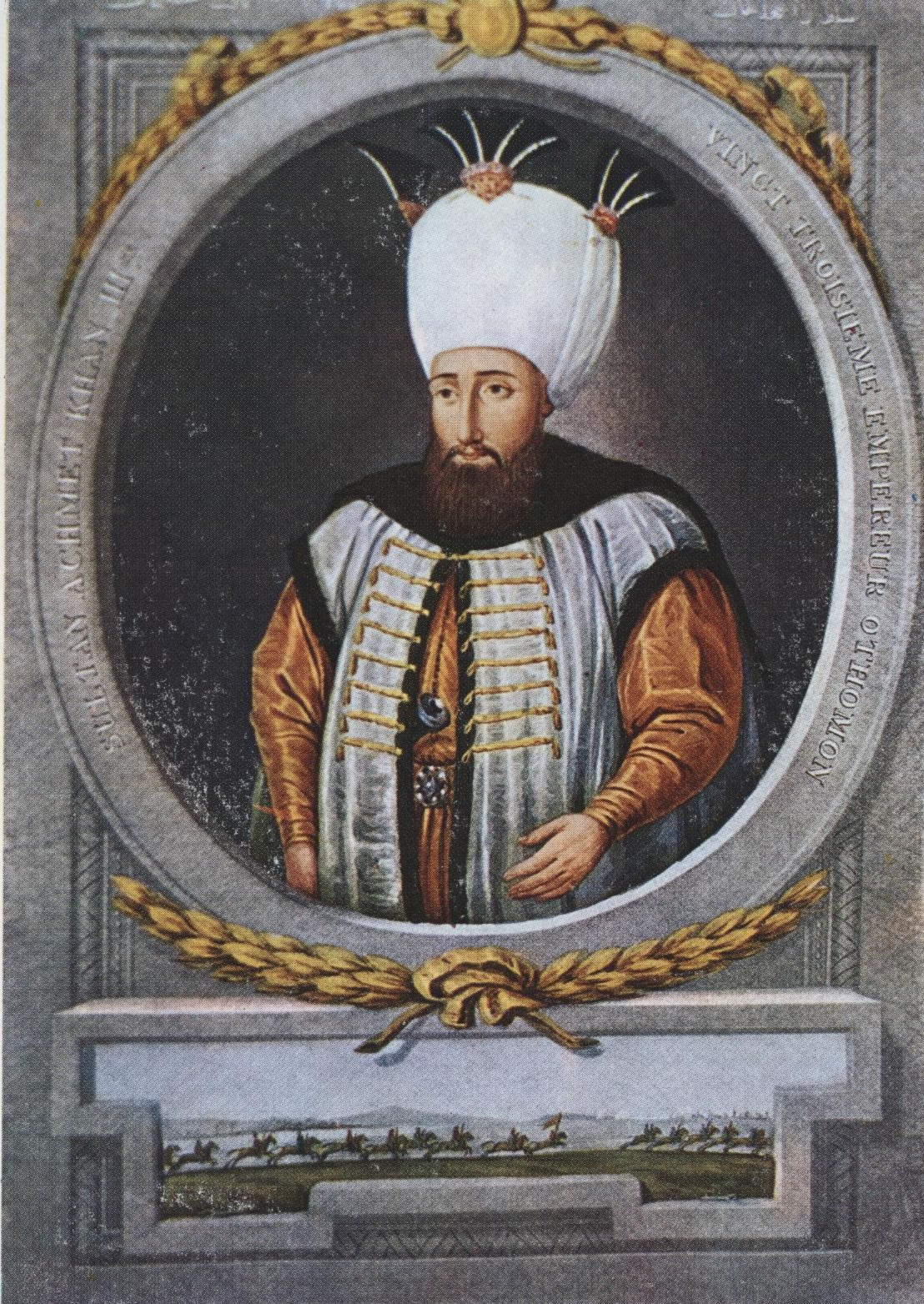
Ахмед III 1703-1730 Османский султан
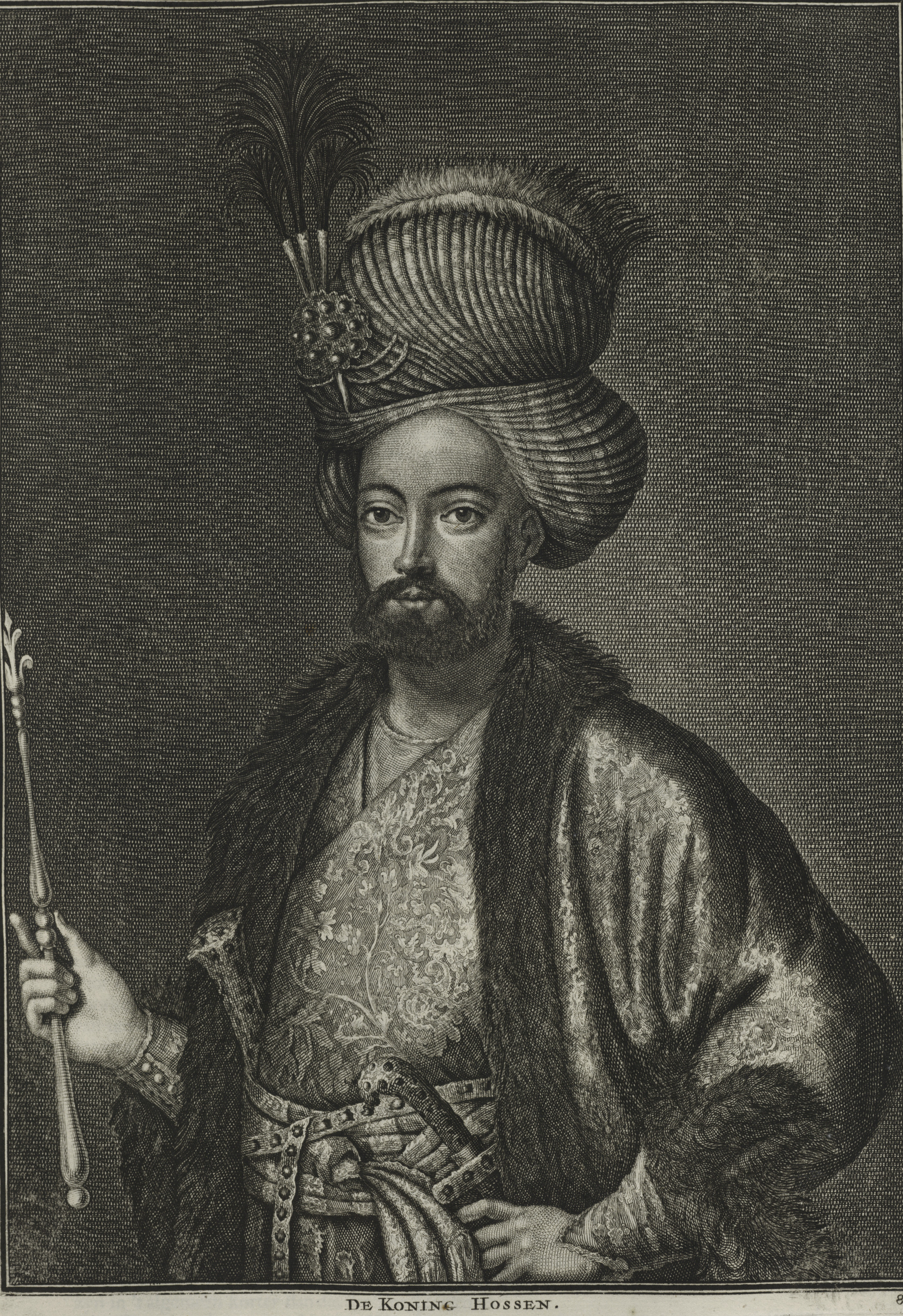
Солтан Хусейн 1694-1722 Шахиншах Ирана
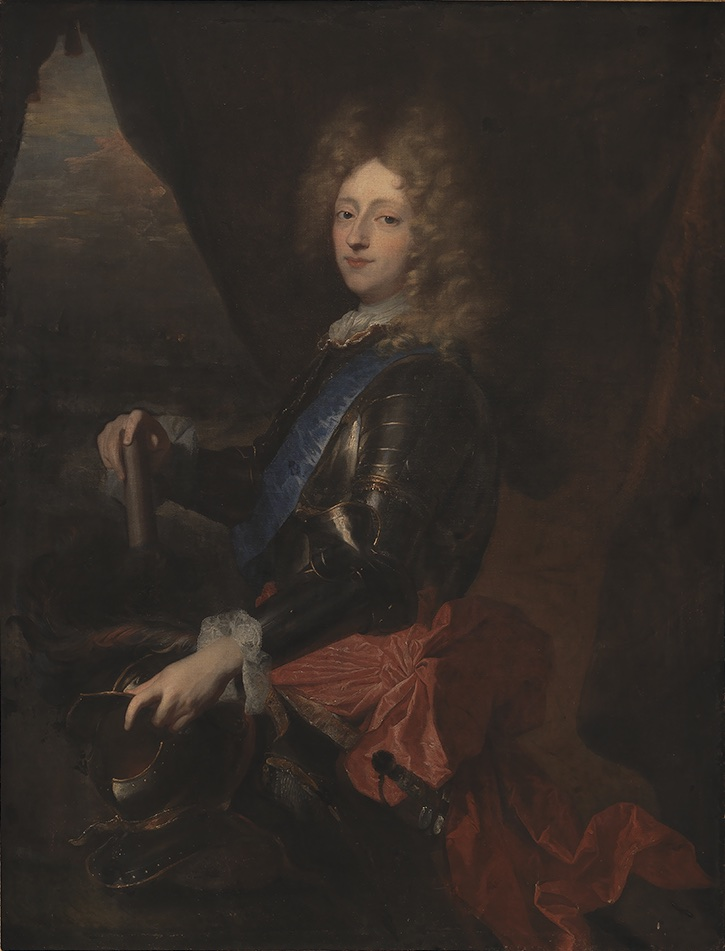
Фредерик IV 1699-1730 Король Дании и Норвегии
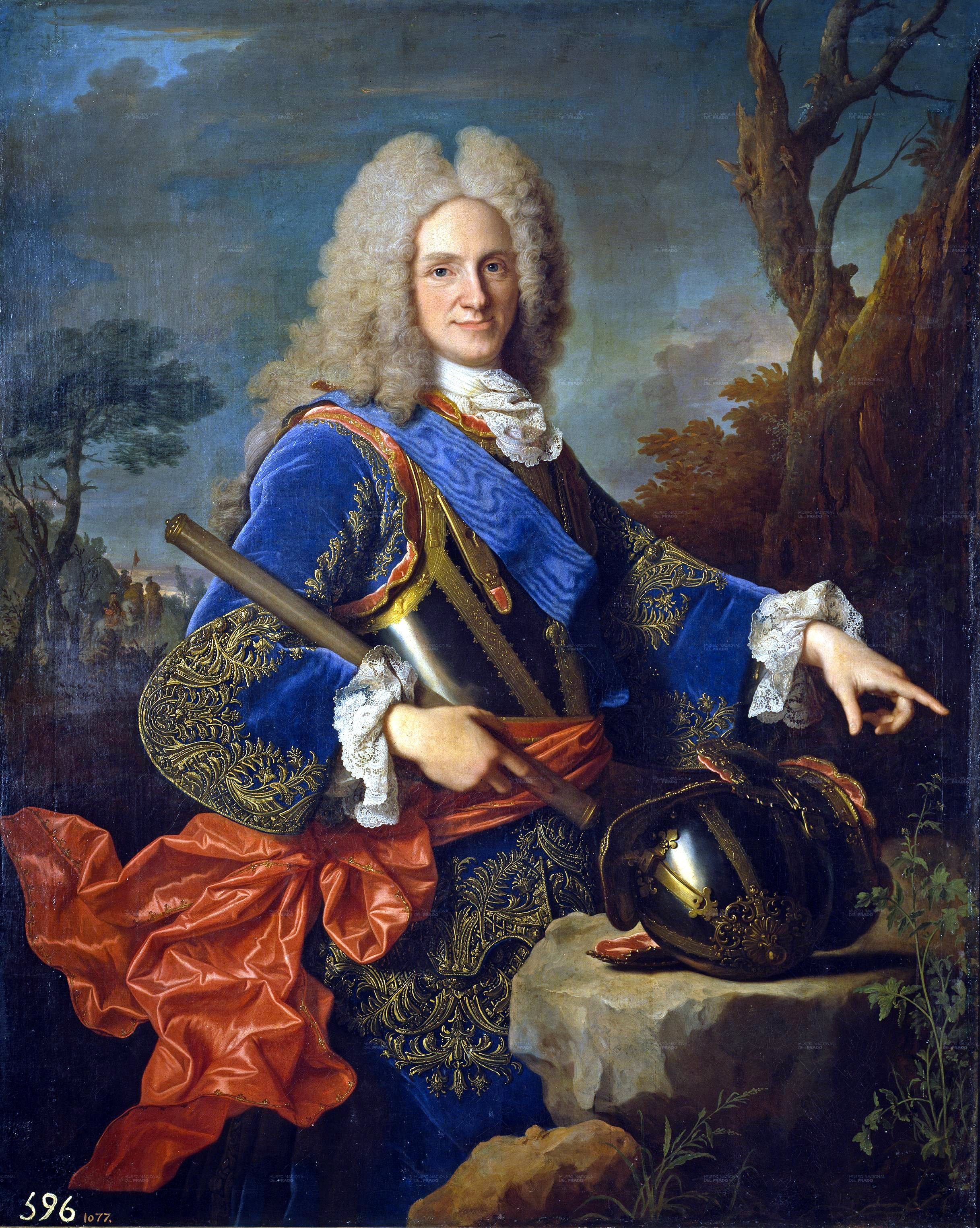
Филипп V 1700-1724,1724-1746 Король Испании
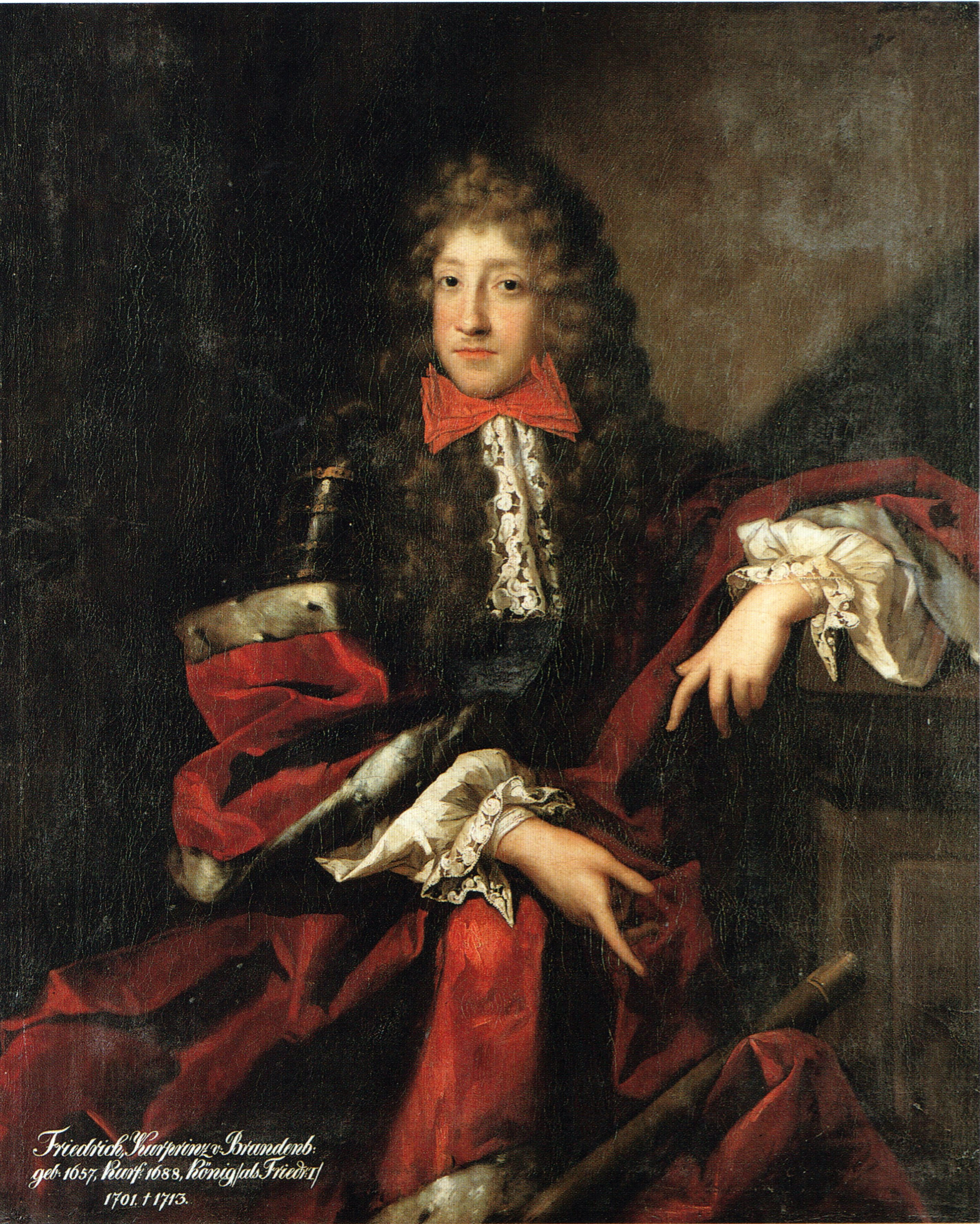
Фридрих I 1701-1713 Король Пруссии
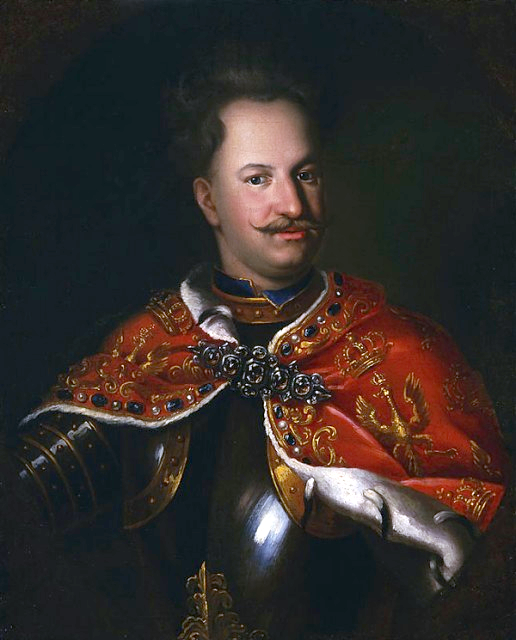
Станислав Лещинский 1704-1709,1733-1734 Король Польши, великий князь Литовский
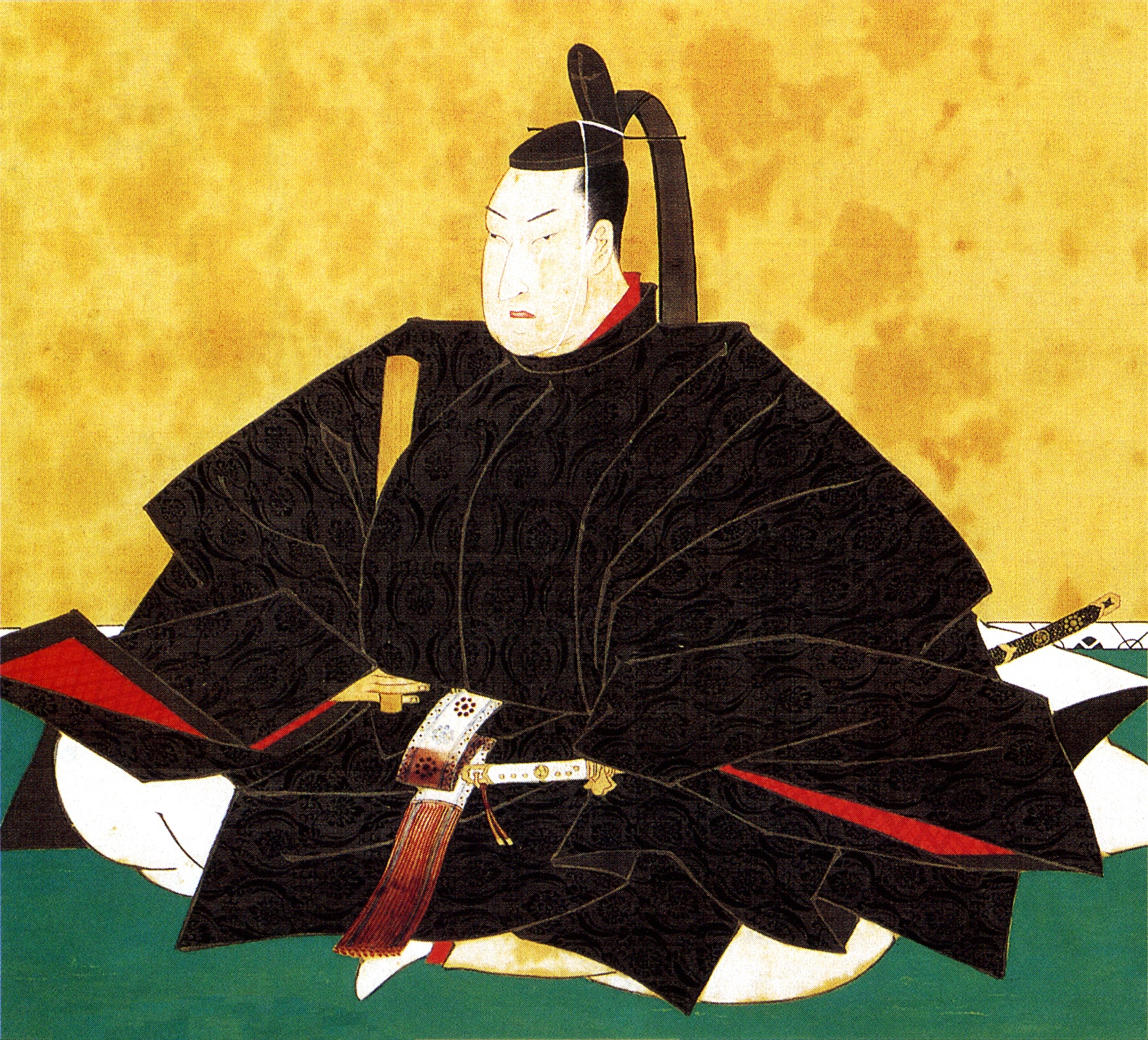
Токугава Цунаёси 1680-1709 Сёгун Японии
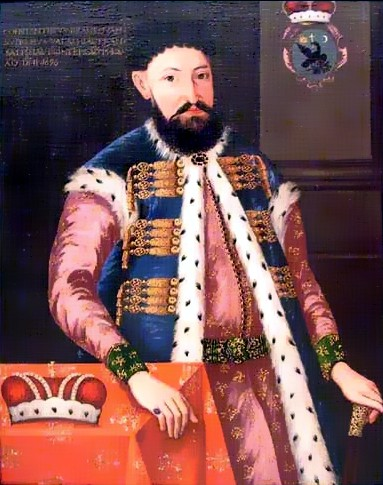
Константин Брынковяну 1688-1714 Господарь Валахии
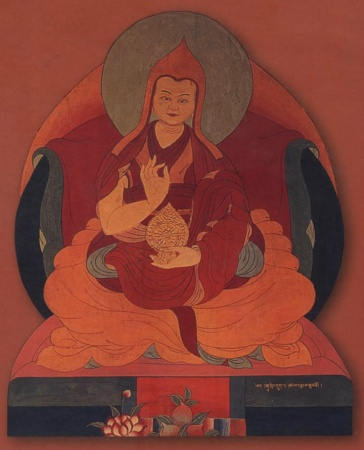
Далай-лама VI 1697-1706 Правитель Тибета
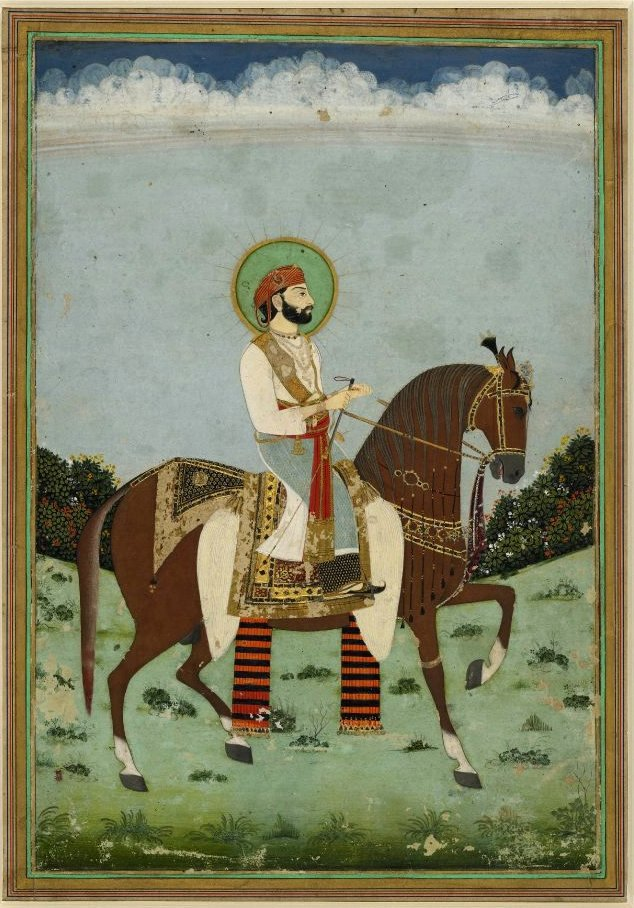
Джай Сингх II 1697-1706 Махараджа Джайпура
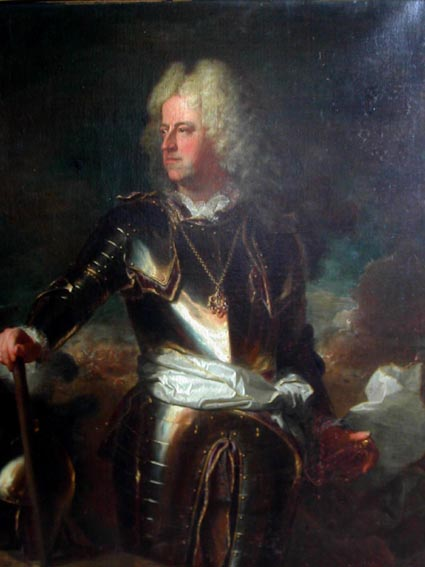
Карл Фердинанд Гонзага 1665-1708 Герцог Мантуи
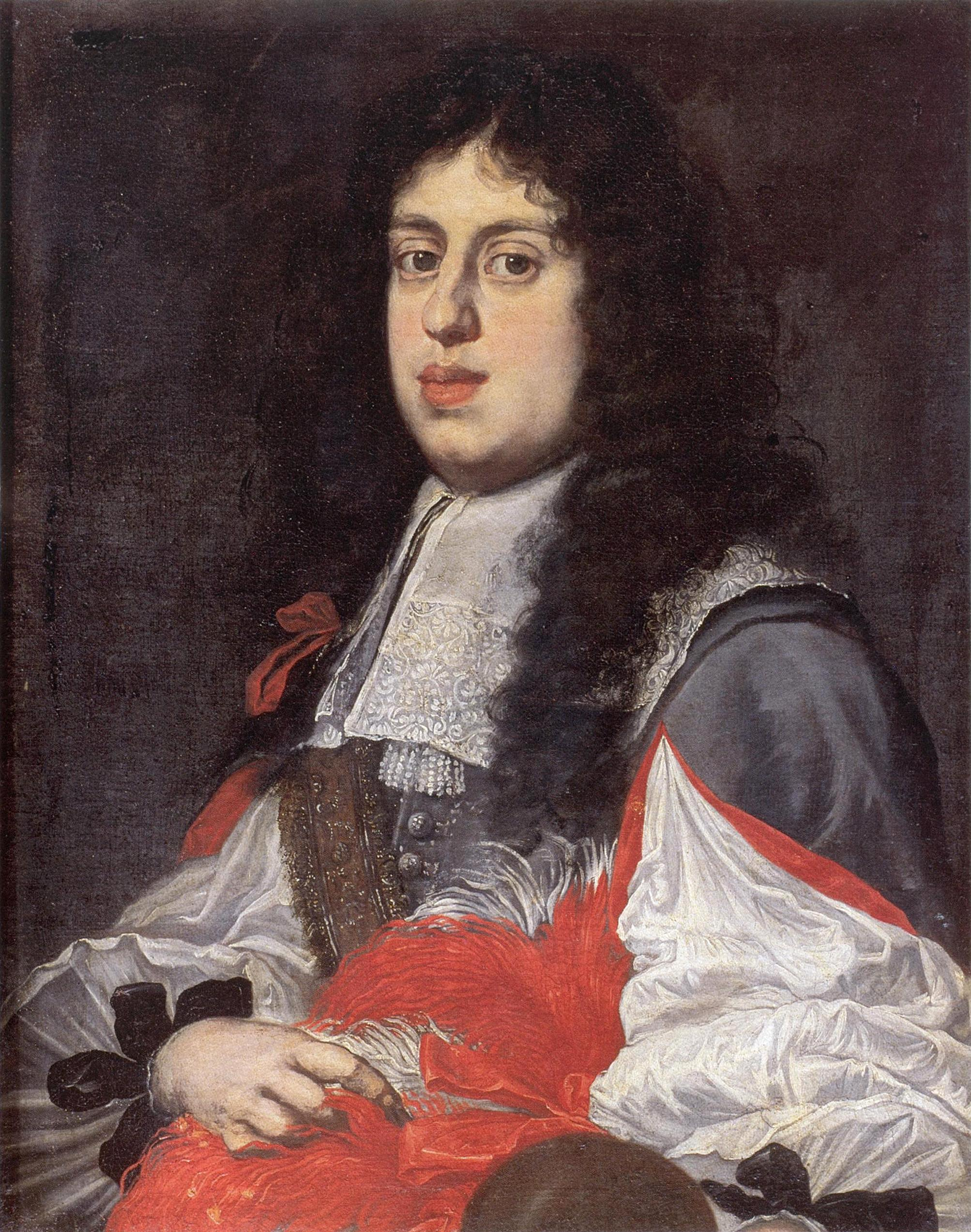
Козимо III Медичи 1670-1723 Великий герцог Тосканский
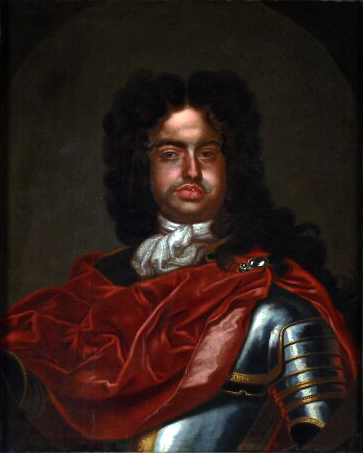
Франческо Фарнезе 1694-1727 Герцог Пармский
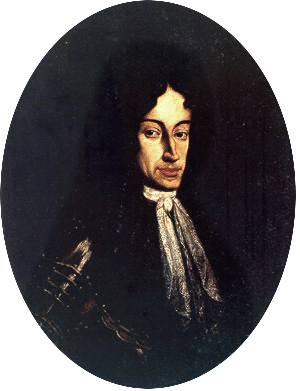
Ринальдо д’Эсте 1694-1737 Герцог Модены и Реджо
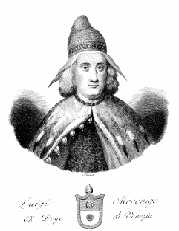
Альвизе II Мочениго 1700-1709 Дож Венеции
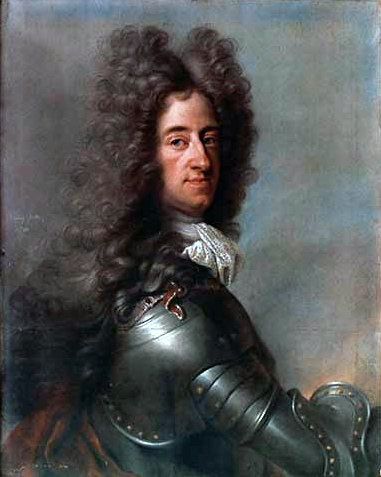
Максимилиан II 1679-1726 Курфюрст Баварии
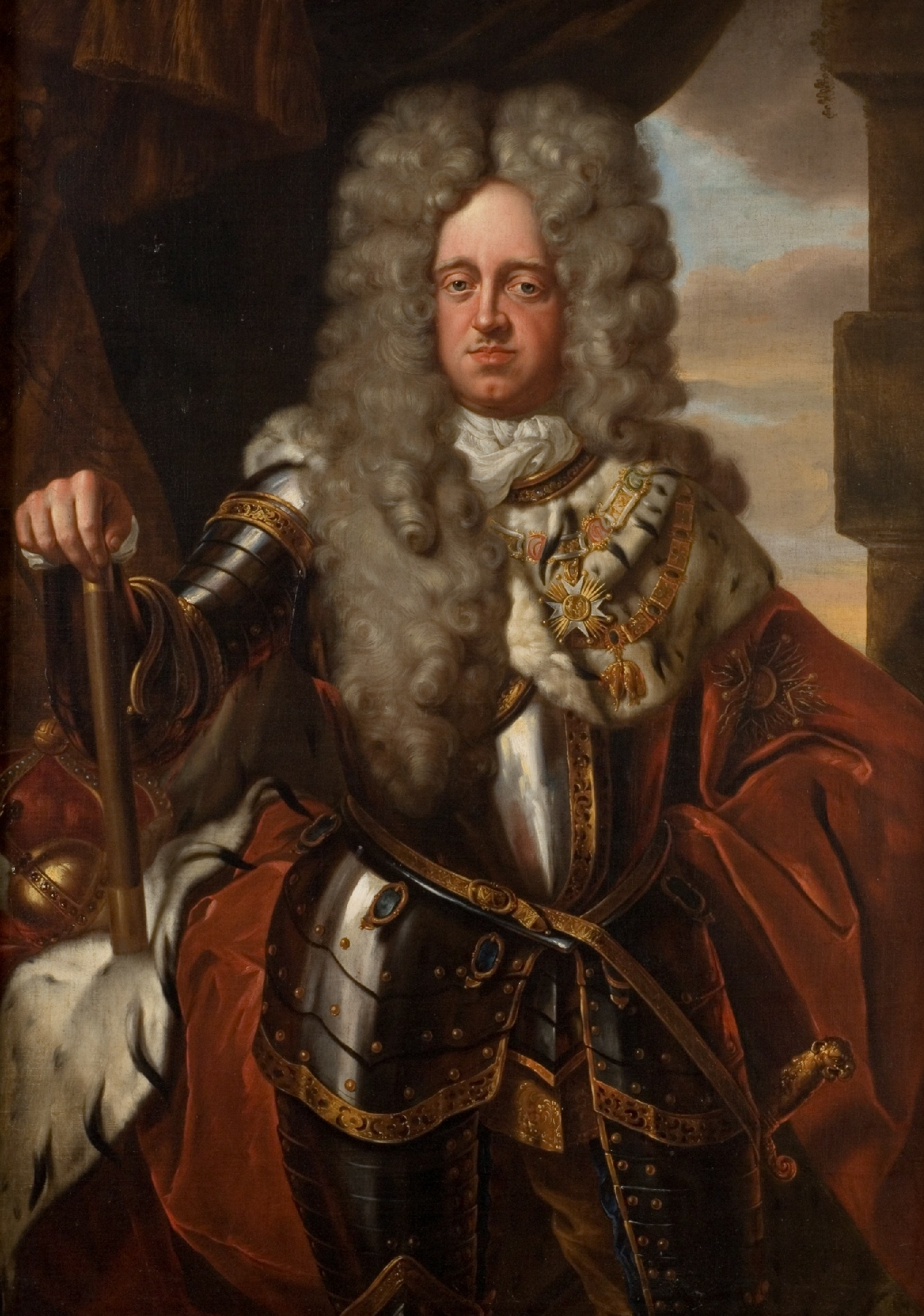
Иоганн Вильгельм 1690-1716 Курфюрст Пфальца
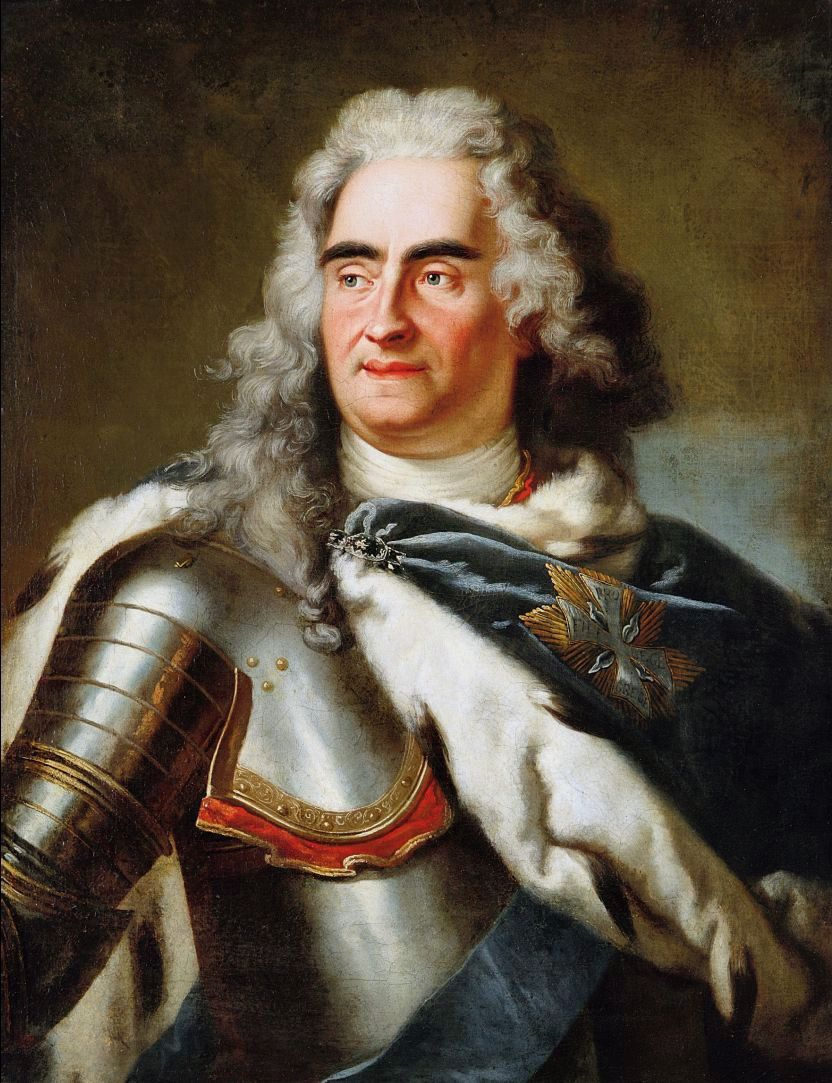
Август Сильный 1694-1733 Курфюрст Саксонии
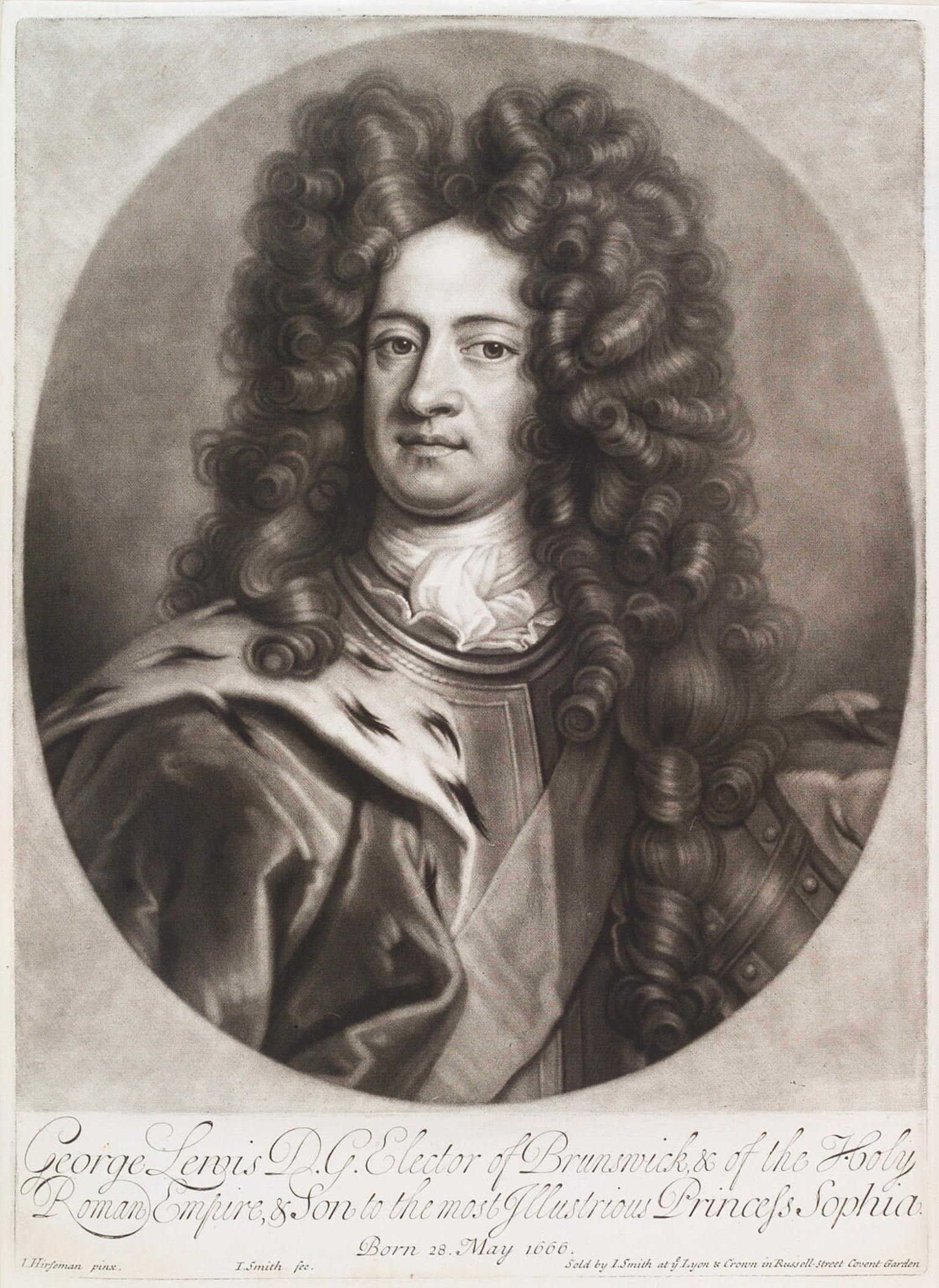
Георг Людвиг 1698-1727 Курфюрст Ганноверский
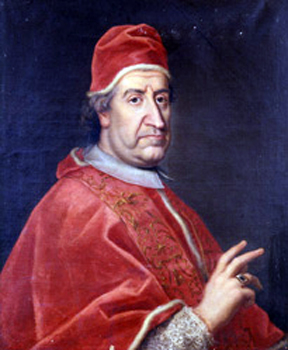
Климент XI 1700-1721 Папа Римский